# Taulov Sogn
Taulov Sogn er et sogn i Fredericia Provsti (Haderslev Stift).
I 1800-tallet var Taulov Sogn et selvstændigt pastorat. Det hørte til Elbo Herred i Vejle Amt. Taulov sognekommune blev ved kommunalreformen i 1970 indlemmet i Fredericia Kommune.
I Taulov Sogn ligger Taulov Kirke.
I sognet findes følgende autoriserede stednavne:
- Børup (bebyggelse, ejerlav)
- Børup Sande (areal, bebyggelse)
- Børupskov (bebyggelse)
- Elborg (bebyggelse)
- Gudsø (bebyggelse, ejerlav)
- Gudsø Vig (vandareal)
- Hagenør (bebyggelse)
  - Øst for bebyggelsen ligger et voldsted efter det tidligere Hønborg Slot; Det blev nedbrudt af bønderne under Grevens Fejde
- Holme Mark (bebyggelse)
- Kidholme (areal)
- Oddersted (bebyggelse, ejerlav)
- Skærbæk (bebyggelse, ejerlav)
- Studsdal (bebyggelse, ejerlav)
- Studsdal Huse (bebyggelse)
- Taulov (bebyggelse, ejerlav)
- Tårup (bebyggelse, ejerlav)
- Tårup Østerskov (bebyggelse)